# Sauveterre-de-Comminges
Pour les articles homonymes, voir Sauveterre.
Sauveterre-de-Comminges est une commune française située dans le sud-ouest du département de la Haute-Garonne, en région Occitanie au pied des Pyrénées.
Sur le plan historique et culturel, la commune est dans le pays de Comminges, correspondant à l’ancien comté de Comminges, circonscription de la province de Gascogne située sur les départements actuels du Gers, de la Haute-Garonne, des Hautes-Pyrénées et de l'Ariège. Exposée à un climat océanique altéré, elle est drainée par le Roussec, le Rieutord et par divers autres petits cours d'eau. La commune possède un patrimoine naturel remarquable : un site Natura 2000 (les « chaînons calcaires du Piémont Commingeois ») et trois zones naturelles d'intérêt écologique, faunistique et floristique.
Sauveterre-de-Comminges est une commune rurale qui compte 704 habitants en 2022, après avoir connu un pic de population de 2 354 habitants en 1846. Elle fait partie de l'aire d'attraction de Saint-Gaudens. Ses habitants sont appelés les Sauveterrois ou  Sauveterroises.

## Géographie

### Localisation
La commune de Sauveterre-de-Comminges se trouve dans le département de la Haute-Garonne, en région Occitanie.
Sur le plan historique et culturel, Sauveterre-de-Comminges fait partie du pays de Comminges, correspondant à l’ancien comté de Comminges, circonscription de la province de Gascogne située sur les départements actuels du Gers, de la Haute-Garonne, des Hautes-Pyrénées et de l'Ariège.
Elle se situe à 89 km à vol d'oiseau de Toulouse, préfecture du département, à 9 km de Saint-Gaudens, sous-préfecture, et à 28 km de Bagnères-de-Luchon, bureau centralisateur du canton de Bagnères-de-Luchon dont dépend la commune depuis 2015 pour les élections départementales.
La commune fait en outre partie du bassin de vie de Saint-Gaudens.
Les communes les plus proches sont : 
Malvezie (3,5 km), Barbazan (3,6 km), Payssous (3,6 km), Génos (3,7 km), Cier-de-Rivière (4,3 km), Luscan (4,4 km), Ardiège (4,5 km), Régades (4,8 km).
Sauveterre-de-Comminges est limitrophe de douze autres communes.
| Ardiège, Cier-de-Rivière | Labarthe-Rivière        | Aspret-Sarrat, Régades |
| Barbazan, Luscan         | Sauveterre-de-Comminges | Payssous               |
| Galié, Mont-de-Galié     | Génos                   | Malvezie               |

### Géologie et relief
La superficie de la commune est de 3 052 hectares ; son altitude varie de 407  à   1 031 mètres.

### Hydrographie

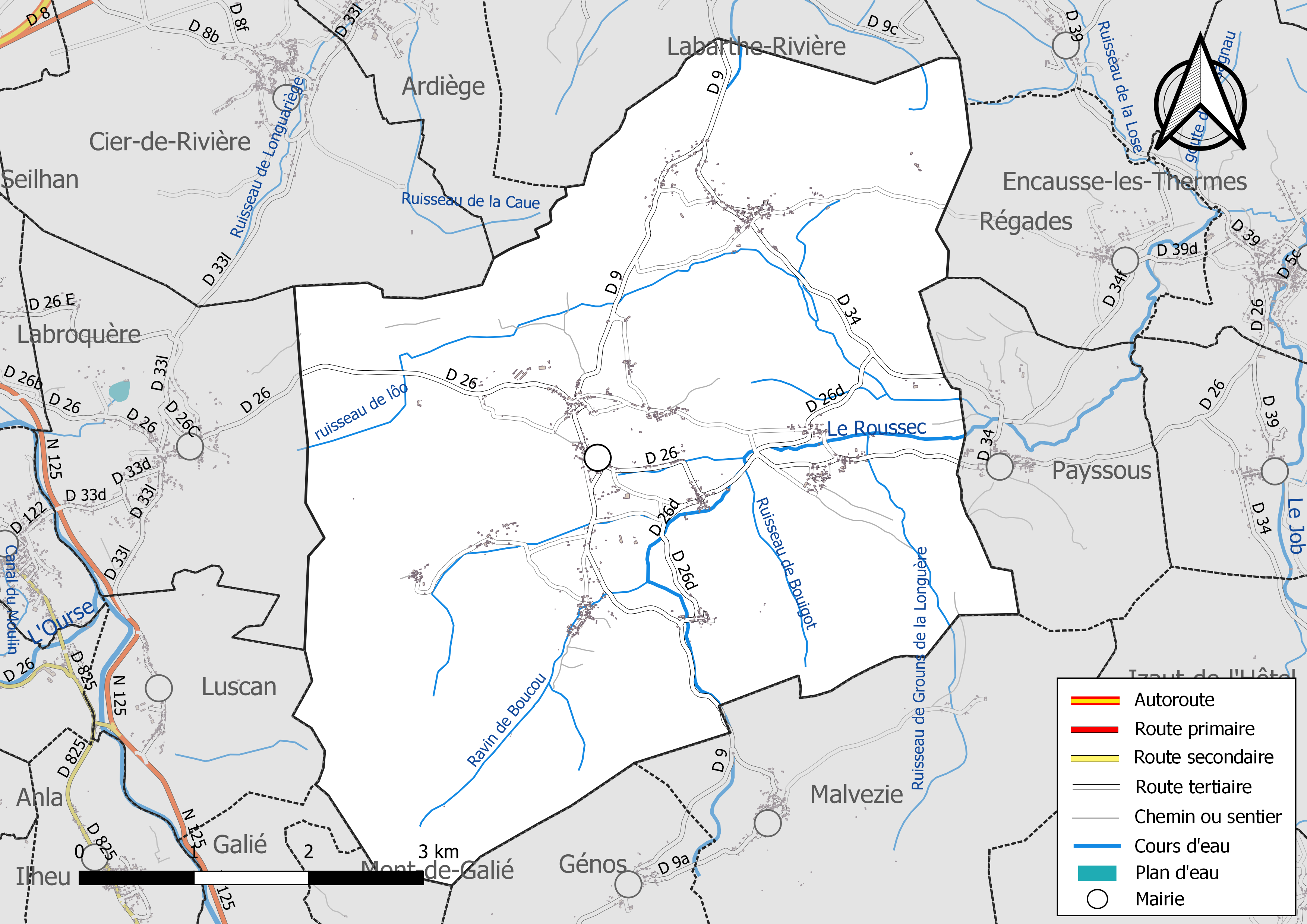
Réseaux hydrographique et routier de Sauveterre-de-Comminges.

La commune est dans le bassin de la Garonne, au sein du bassin hydrographique Adour-Garonne. Elle est drainée par le Roussec, le Rieutord, le ravin de Boucou, le ruisseau de Bouigot, le ruisseau de Bourbote, le ruisseau de Grouns de la Longuère, le ruisseau de lôo, le ruisseau Goutte de Hour de Martres et par divers petits cours d'eau, constituant un réseau hydrographique de 28 km de longueur totale,.
Le Roussec, d'une longueur totale de 10,8 km, prend sa source dans la commune de Malvezie et s'écoule vers le nord puis se réoriente vers le nord-est. Il traverse la commune et se jette dans le ruisseau de la Lose à Régades, après avoir traversé 7 communes.

### Climat
Pour des articles plus généraux, voir Climat de l'Occitanie et Climat de la Haute-Garonne.
En 2010, le climat de la commune est de type climat océanique altéré, selon une étude s'appuyant sur une série de données couvrant la période 1971-2000. En 2020, Météo-France publie une typologie des climats de la France métropolitaine dans laquelle la commune est exposée à un climat de montagne ou de marges de montagne et est dans la région climatique Pyrénées centrales, caractérisée par une pluviométrie annuelle de 1 000 à 1 200 mm.
Pour la période 1971-2000, la température annuelle moyenne est de 11,8 °C, avec une amplitude thermique annuelle de 14,9 °C. Le cumul annuel moyen de précipitations est de 1 051 mm, avec 9,4 jours de précipitations en janvier et 6,9 jours en juillet. Pour la période 1991-2020, la température moyenne annuelle observée sur la station météorologique la plus proche, située sur la commune de Clarac à 8 km à vol d'oiseau, est de 12,5 °C et le cumul annuel moyen de précipitations est de 804,9 mm,. Pour l'avenir, les paramètres climatiques de la commune estimés pour 2050 selon différents scénarios d’émission de gaz à effet de serre sont consultables sur un site dédié publié par Météo-France en novembre 2022.

### Milieux naturels et biodiversité

#### Réseau Natura 2000

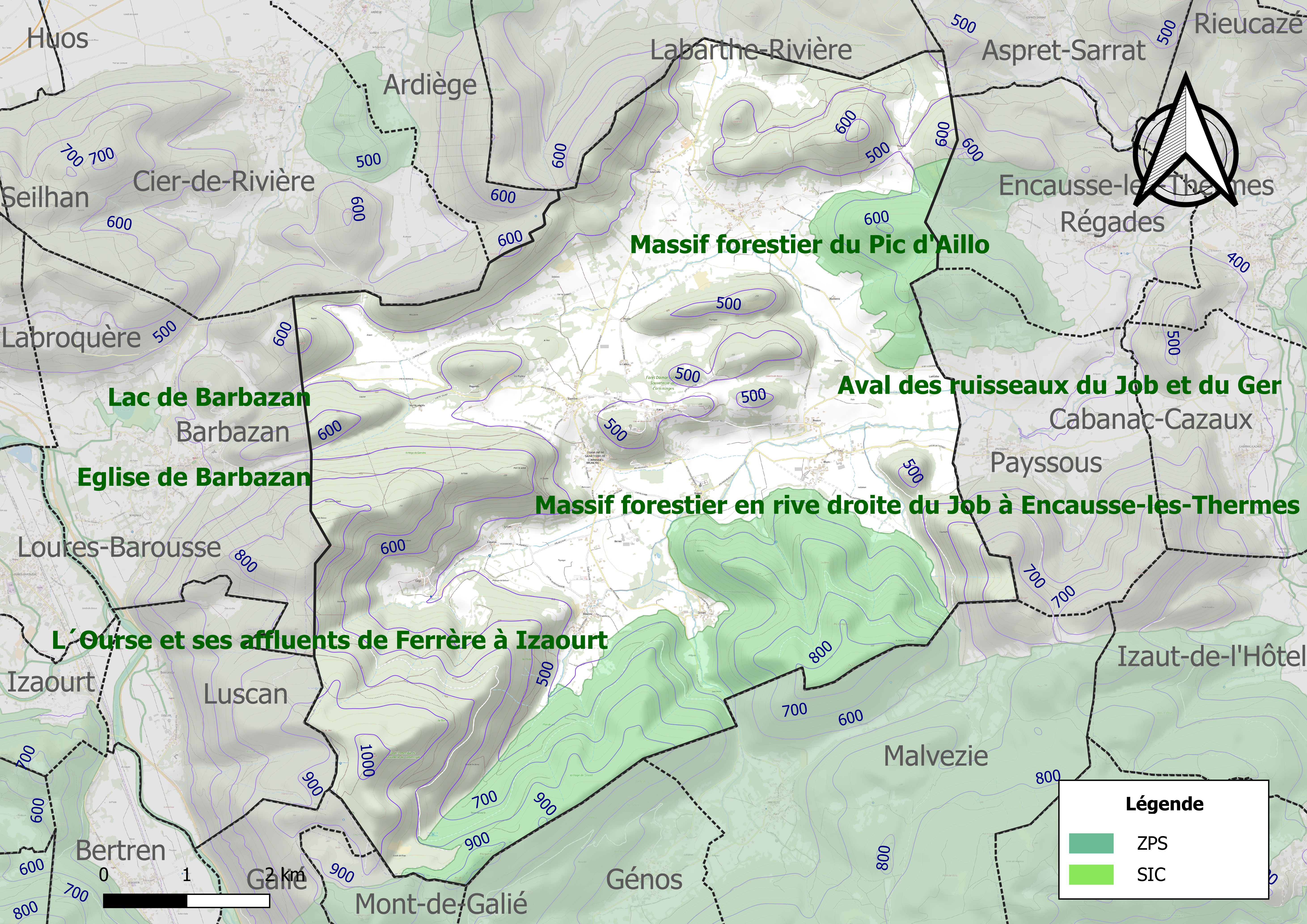
Site Natura 2000 sur le territoire communal.

Le réseau Natura 2000 est un réseau écologique européen de sites naturels d'intérêt écologique élaboré à partir des directives habitats et oiseaux, constitué de zones spéciales de conservation (ZSC) et de zones de protection spéciale (ZPS).
Un site Natura 2000 a été défini sur la commune au titre de la directive habitats : les « chaînons calcaires du Piémont Commingeois », d'une superficie de 6 198 ha, sont un site vallonné forestier et bocager du piémont pyrénéen.

#### Zones naturelles d'intérêt écologique, faunistique et floristique

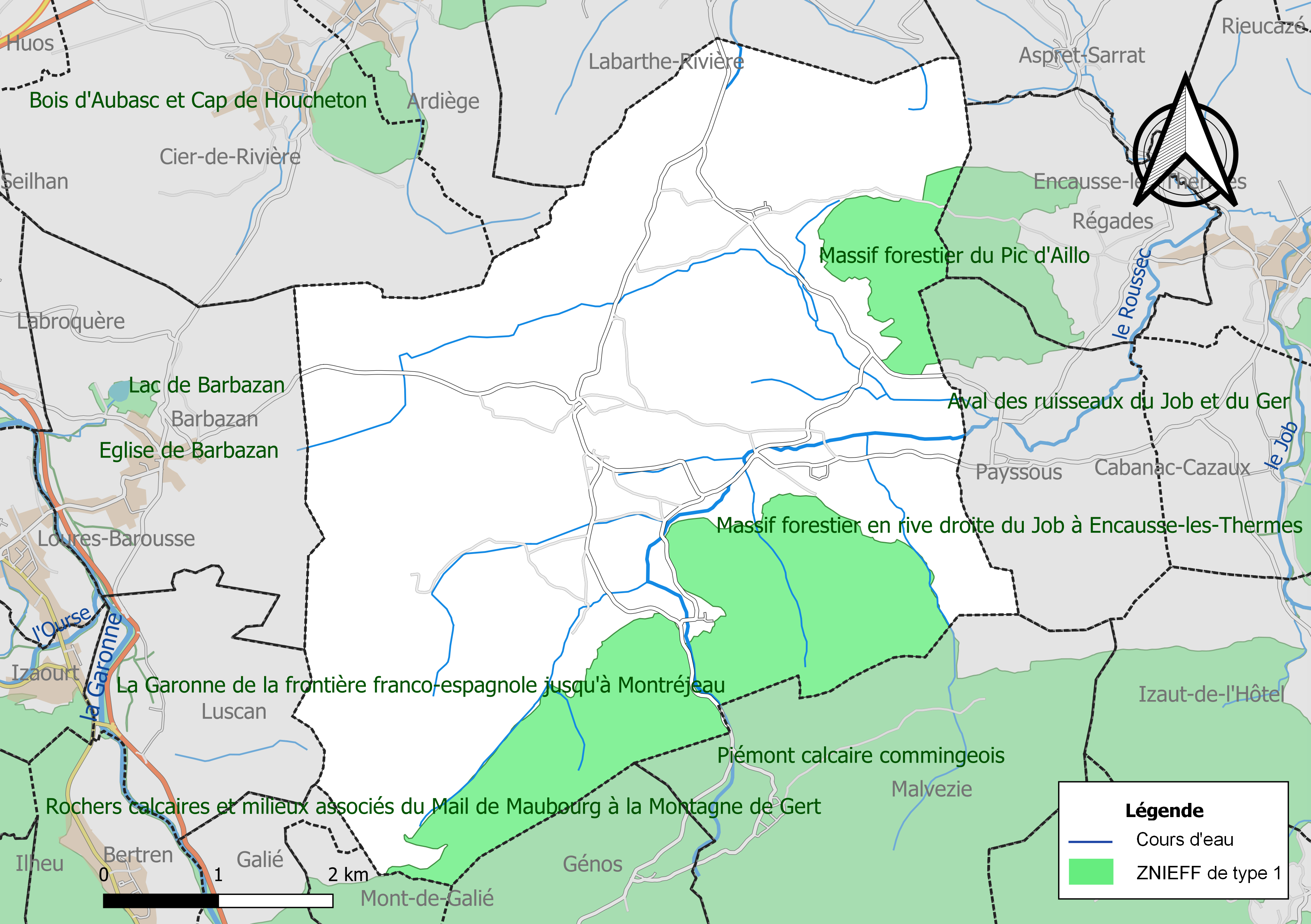
Carte des ZNIEFF de type 1 localisées sur la commune.

L’inventaire des zones naturelles d'intérêt écologique, faunistique et floristique (ZNIEFF) a pour objectif de réaliser une couverture des zones les plus intéressantes sur le plan écologique, essentiellement dans la perspective d’améliorer la connaissance du patrimoine naturel national et de fournir aux différents décideurs un outil d’aide à la prise en compte de l’environnement dans l’aménagement du territoire.
Deux ZNIEFF de type 1 sont recensées sur la commune :
le « massifforestier du pic d'Aillo » (275 ha), couvrant 3 communes du département et 
le « piémont calcaire commingeois » (2 924 ha), couvrant 11 communes du département
et une ZNIEFF de type 2, : 
le « piémont calcaire commingeois et bassin de Sauveterre » (8 553 ha), couvrant 26 communes du département.

## Urbanisme

### Typologie
Au 1er janvier 2024, Sauveterre-de-Comminges est catégorisée commune rurale à habitat très dispersé, selon la nouvelle grille communale de densité à sept niveaux définie par l'Insee en 2022.
Elle est située hors unité urbaine. Par ailleurs la commune fait partie de l'aire d'attraction de Saint-Gaudens, dont elle est une commune de la couronne,. Cette aire, qui regroupe 85 communes, est catégorisée dans les aires de moins de 50 000 habitants,.

### Occupation des sols

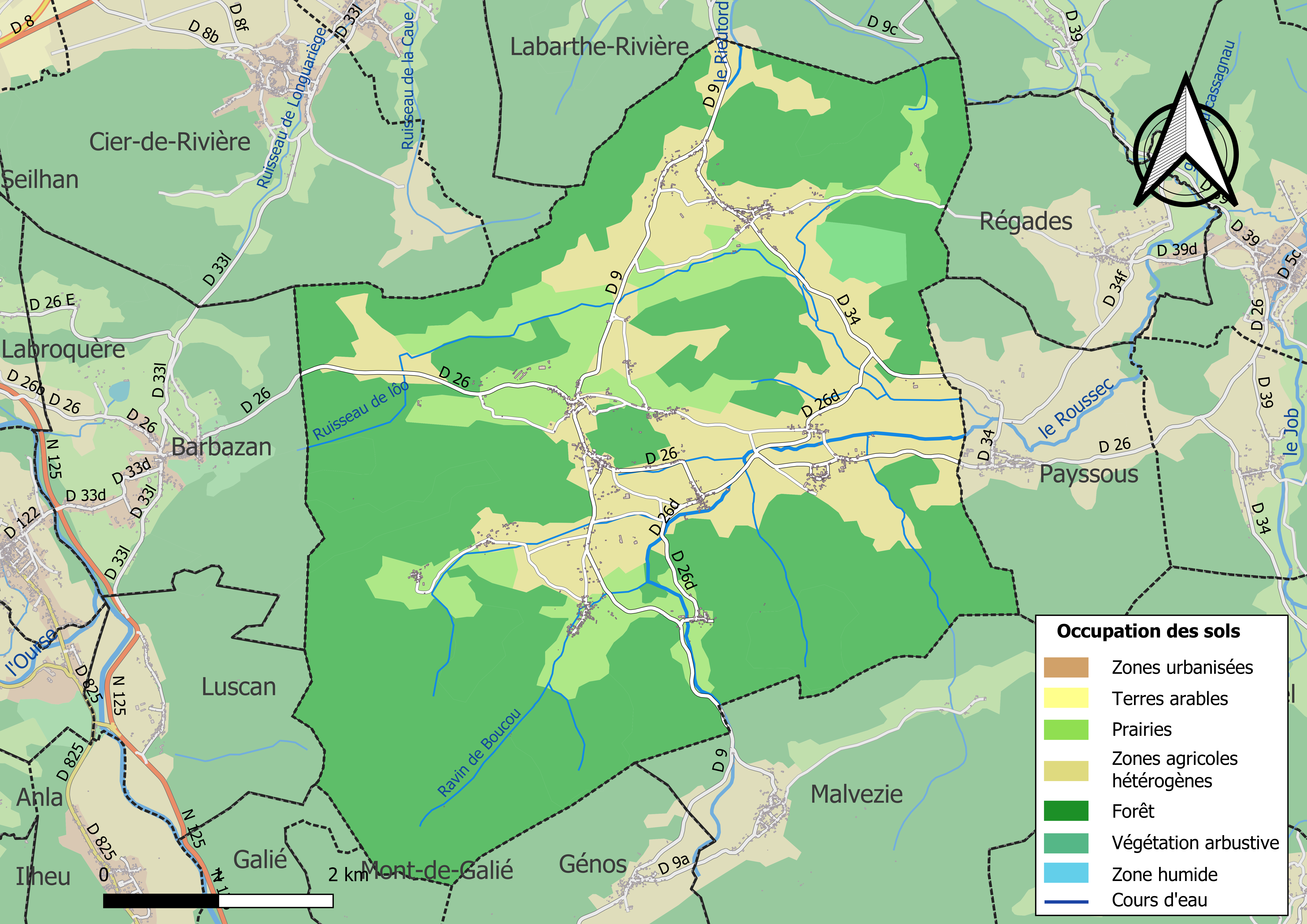
Carte des infrastructures et de l'occupation des sols de la commune en 2018 (CLC).

L'occupation des sols de la commune, telle qu'elle ressort de la base de données européenne d’occupation biophysique des sols Corine Land Cover (CLC), est marquée par l'importance des forêts et milieux semi-naturels (64,5 % en 2018), une proportion identique à celle de 1990 (64,5 %). La répartition détaillée en 2018 est la suivante : 
forêts (63,4 %), zones agricoles hétérogènes (22,8 %), prairies (12,7 %), milieux à végétation arbustive et/ou herbacée (1,1 %). L'évolution de l’occupation des sols de la commune et de ses infrastructures peut être observée sur les différentes représentations cartographiques du territoire : la carte de Cassini (XVIIIe siècle), la carte d'état-major (1820-1866) et les cartes ou photos aériennes de l'IGN pour la période actuelle (1950 à aujourd'hui).

### Hameaux et lieux-dits
La commune comprend 11 hameaux : Bruncan, Ilhan, Gège, Gesset, Lezan, Reston, Lôo, Boucou, le Barry, Garnère et Bagen. Le Barry est sur une colline centrale, les autres hameaux sont répartis autour.

### Voies de communication et transports
Accès avec l'autobus des lignes régulières de transport interurbain réseau Arc-en-ciel (anciennement SEMVAT).

### Risques majeurs
Le territoire de la commune de Sauveterre-de-Comminges est vulnérable à différents aléas naturels : météorologiques (tempête, orage, neige, grand froid, canicule ou sécheresse), inondations, feux de forêts et séisme (sismicité modérée). Un site publié par le BRGM permet d'évaluer simplement et rapidement les risques d'un bien localisé soit par son adresse soit par le numéro de sa parcelle.
Certaines parties du territoire communal sont susceptibles d’être affectées par le risque d’inondation par débordement de cours d'eau, notamment le Roussec. La commune a été reconnue en état de catastrophe naturelle au titre des dommages causés par les inondations et coulées de boue survenues en 1982, 1999, 2007 et 2009,.
Un plan départemental de protection des forêts contre les incendies a été approuvé par arrêté préfectoral du 25 septembre 2006. Sauveterre-de-Comminges est exposée au risque de feu de forêt du fait de la présence sur son territoire du massif des piémonts des Pyrénées. Il est ainsi défendu aux propriétaires de la commune et à leurs ayants droit de porter ou d’allumer du feu dans l'intérieur et à une distance de 200 mètres des bois, forêts, plantations, reboisements ainsi que des landes. L’écobuage est également interdit, ainsi que les feux de type méchouis et barbecues, à l’exception de ceux prévus dans des installations fixes (non situées sous couvert d'arbres) constituant une dépendance d'habitation,

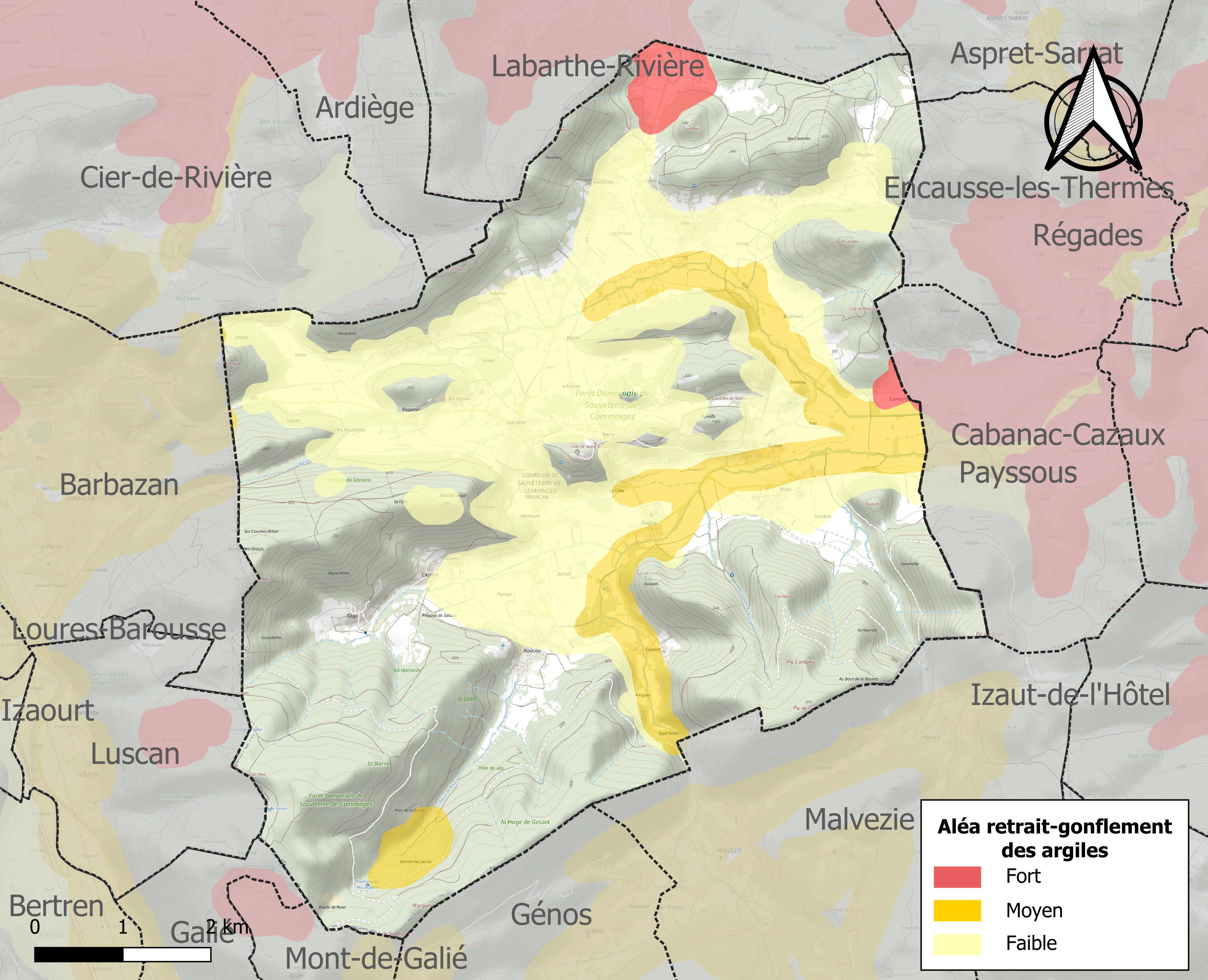
Carte des zones d'aléa retrait-gonflement des sols argileux de Sauveterre-de-Comminges.

Le retrait-gonflement des sols argileux est susceptible d'engendrer des dommages importants aux bâtiments en cas d’alternance de périodes de sécheresse et de pluie. 11,5 % de la superficie communale est en aléa moyen ou fort (88,8 % au niveau départemental et 48,5 % au niveau national). Sur les 474 bâtiments dénombrés sur la commune en 2019, 69 sont en aléa moyen ou fort, soit 15 %, à comparer aux 98 % au niveau départemental et 54 % au niveau national. Une cartographie de l'exposition du territoire national au retrait gonflement des sols argileux est disponible sur le site du BRGM,.
Par ailleurs, afin de mieux appréhender le risque d’affaissement de terrain, l'inventaire national des cavités souterraines permet de localiser celles situées sur la commune.
Concernant les mouvements de terrains, la commune a été reconnue en état de catastrophe naturelle au titre des dommages causés par la sécheresse en 1990, 1994 et 2003 et par des mouvements de terrain en 1999.

## Politique et administration

### Administration municipale
Le nombre d'habitants au recensement de 2017 étant compris entre 500 et 1 499 habitants, le nombre de membres du conseil municipal pour l'élection de 2020 est de quinze,.

### Rattachements administratifs et électoraux
Commune faisant partie de la huitième circonscription de la Haute-Garonne, de la communauté de communes des Pyrénées Haut-Garonnaises et du canton de Bagnères-de-Luchon (avant le redécoupage départemental de 2014, Sauveterre-de-Comminges faisait partie de l'ex-canton de Barbazan).

### Liste des maires
| Période                                  | Période  | Identité            | Étiquette | Qualité |
| ---------------------------------------- | -------- | ------------------- | --------- | ------- |
| 1977                                     | 2008     | Jean Dilhan         |           |         |
| mars 2008                                | 2014     | Jean-Michel Linette |           |         |
| 2014                                     | En cours | Philippe Prat       |           |         |
| Les données manquantes sont à compléter. |          |                     |           |         |

## Population et société

### Démographie

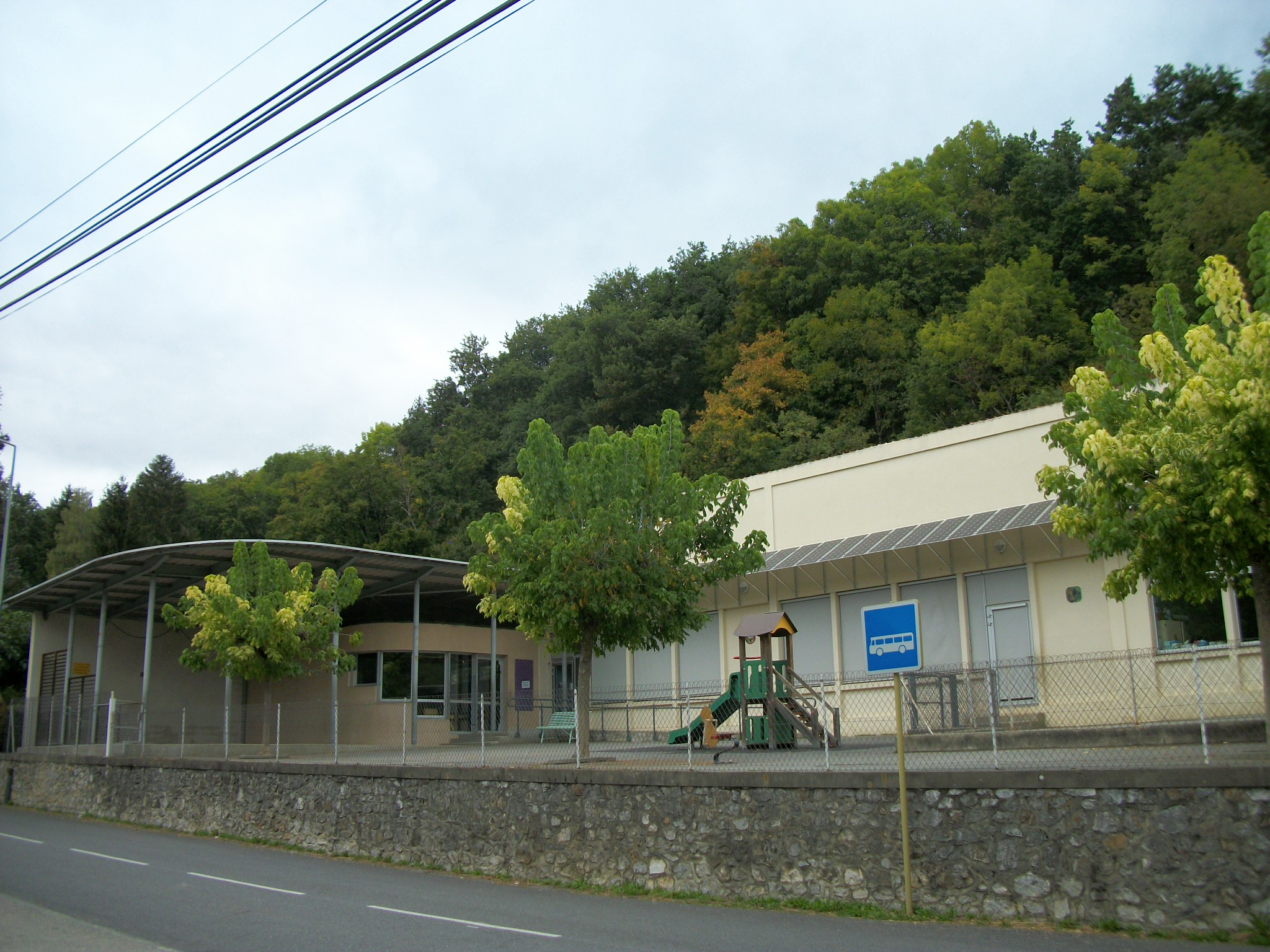
L'école maternelle et élémentaire

L'évolution du nombre d'habitants est connue à travers les recensements de la population effectués dans la commune depuis 1793. Pour les communes de moins de 10 000 habitants, une enquête de recensement portant sur toute la population est réalisée tous les cinq ans, les populations de référence des années intermédiaires étant quant à elles estimées par interpolation ou extrapolation. Pour la commune, le premier recensement exhaustif entrant dans le cadre du nouveau dispositif a été réalisé en 2005.

En 2022, la commune comptait 704 habitants, en évolution de +10,17 % par rapport à 2016 (Haute-Garonne : +8,02 %, France hors Mayotte : +2,11 %).
| 1793  | 1800  | 1806  | 1821  | 1831  | 1836  | 1841  | 1846  | 1851  |
| ----- | ----- | ----- | ----- | ----- | ----- | ----- | ----- | ----- |
| 1 871 | 1 834 | 1 967 | 1 994 | 2 256 | 2 312 | 2 290 | 2 354 | 2 225 |

| 1856  | 1861  | 1866  | 1872  | 1876  | 1881  | 1886  | 1891  | 1896  |
| ----- | ----- | ----- | ----- | ----- | ----- | ----- | ----- | ----- |
| 2 011 | 2 023 | 1 970 | 1 913 | 1 844 | 1 693 | 1 598 | 1 641 | 1 556 |

| 1901  | 1906  | 1911  | 1921  | 1926  | 1931 | 1936 | 1946 | 1954 |
| ----- | ----- | ----- | ----- | ----- | ---- | ---- | ---- | ---- |
| 1 403 | 1 373 | 1 290 | 1 024 | 1 011 | 907  | 888  | 912  | 826  |

| 1962 | 1968 | 1975 | 1982 | 1990 | 1999 | 2005 | 2006 | 2010 |
| ---- | ---- | ---- | ---- | ---- | ---- | ---- | ---- | ---- |
| 726  | 745  | 771  | 654  | 730  | 720  | 724  | 721  | 720  |

| 2015 | 2020 | 2022 | - | - | - | - | - | - |
| ---- | ---- | ---- | - | - | - | - | - | - |
| 642  | 706  | 704  | - | - | - | - | - | - |

| selon la population municipale des années : | 1968 | 1975 | 1982 | 1990 | 1999 | 2006 | 2009 | 2013 |
| Rang de la commune dans le département      | 337  | 318  | 279  | 260  | 249  | 238  | 244  | 228  |
| Nombre de communes du département           | 592  | 582  | 586  | 588  | 588  | 588  | 589  | 589  |

### Enseignement
Sauveterre-de-Comminges fait partie de l'académie de Toulouse.
L'école maternelle et élémentaire est située sur le hameau de Bruncan, pour l'année 2018-2019 l'école a 76 élèves.

### Culture et festivités

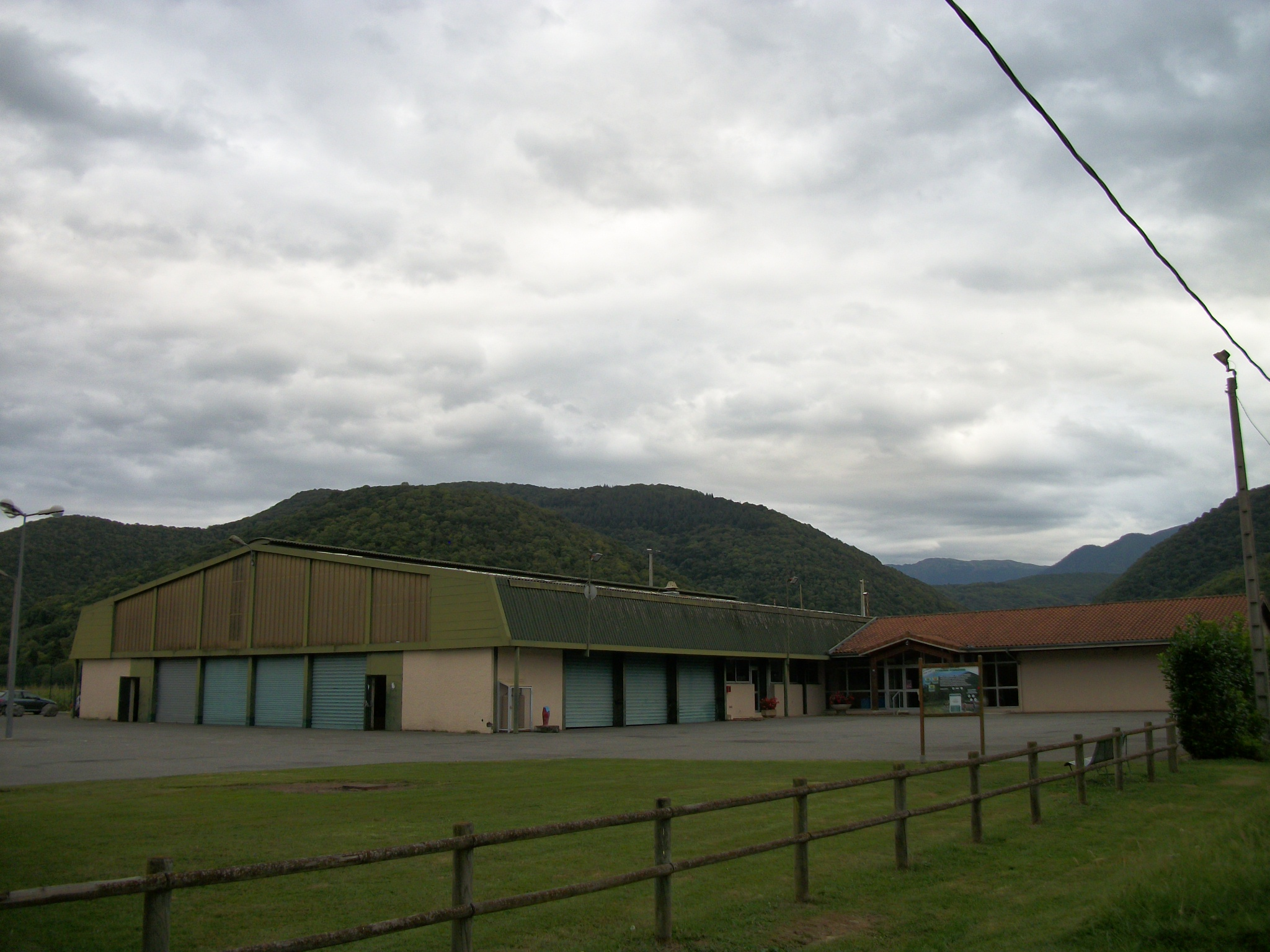
La salle des fêtes situé sur le hameau de Bruncan

- Un marché de producteur locaux se déroule tous les dimanche matin[43].
- Depuis 1998 la Fête de la pomme[44] est organisée par l'association Salva Terra de Sauveterre-de-Comminges[45] au mois d'octobre à la salle des fêtes.

### Sports
La commune compte sur son territoire un club de rugby à XIII : Sauveterre-de-Comminges Frontignes XIII.
Ce club accède à l'Elite 2 au début des années 2010.

### Écologie et recyclage

#### Protection environnementale
Le site Natura 2000 Chaînons calcaires du Piémont Commingeois est classé en zone spéciale de conservation depuis 2007, avec une superficie de 6 198 hectares il s'étend sur une partie de la commune de Sauveterre-de-Comminges.

## Économie

### Revenus
En 2018  (données Insee publiées en septembre 2021), la commune compte 313 ménages fiscaux, regroupant 677 personnes. La médiane du revenu disponible par unité de consommation est de 21 140 € (23 140 € dans le département).

### Emploi
|                | 2008  | 2013   | 2018   |
| -------------- | ----- | ------ | ------ |
| Commune        | 8,4 % | 10,5 % | 10,1 % |
| Département    | 7,7 % | 9,6 %  | 9,3 %  |
| France entière | 8,3 % | 10 %   | 10 %   |

En 2018, la population âgée de 15 à 64 ans s'élève à 369 personnes, parmi lesquelles on compte 76,3 % d'actifs (66,2 % ayant un emploi et 10,1 % de chômeurs) et 23,7 % d'inactifs,. Depuis 2008, le taux de chômage communal (au sens du recensement) des 15-64 ans est supérieur à celui de la France et du département.
La commune fait partie de la couronne de l'aire d'attraction de Saint-Gaudens, du fait qu'au moins 15 % des actifs travaillent dans le pôle,. Elle compte 81 emplois en 2018, contre 81 en 2013 et 84 en 2008. Le nombre d'actifs ayant un emploi résidant dans la commune est de 245, soit un indicateur de concentration d'emploi de 33,1 % et un taux d'activité parmi les 15 ans ou plus de 50,7 %.
Sur ces 245 actifs de 15 ans ou plus ayant un emploi, 52 travaillent dans la commune, soit 21 % des habitants. Pour se rendre au travail, 90,1 % des habitants utilisent un véhicule personnel ou de fonction à quatre roues, 1,5 % les transports en commun, 3,7 % s'y rendent en deux-roues, à vélo ou à pied et 4,6 % n'ont pas besoin de transport (travail au domicile).

### Activités hors agriculture
42 établissements sont implantés  à Sauveterre-de-Comminges au 31 décembre 2019. Le tableau ci-dessous en détaille le nombre par secteur d'activité et compare les ratios avec ceux du département,.
| Secteur d'activité                                                                                        | Commune | Commune | Département |
| Secteur d'activité                                                                                        | Nombre  | %       | %           |
| --- | ------- | ------- | ----------- |
| Ensemble                                                                                                  | 42      |         |             |
| Industrie manufacturière, industries extractives et autres                                                | 13      | 31 %    | (5,7 %)     |
| Construction                                                                                              | 8       | 19 %    | (12 %)      |
| Commerce de gros et de détail, transports, hébergement et restauration                                    | 5       | 11,9 %  | (25,9 %)    |
| Information et communication                                                                              | 2       | 4,8 %   | (4,1 %)     |
| Activités immobilières                                                                                    | 1       | 2,4 %   | (4,2 %)     |
| Activités spécialisées, scientifiques et techniques et activités de services administratifs et de soutien | 8       | 19 %    | (19,8 %)    |
| Administration publique, enseignement, santé humaine et action sociale                                    | 4       | 9,5 %   | (16,6 %)    |
| Autres activités de services                                                                              | 1       | 2,4 %   | (7,9 %)     |

Le secteur de l'industrie manufacturière, des industries extractives et autres est prépondérant sur la commune puisqu'il représente 31 % du nombre total d'établissements de la commune (13 sur les 42 entreprises implantées  à Sauveterre-de-Comminges), contre 5,7 % au niveau départemental.

### Agriculture
La commune est dans les « Pyrénées centrales », une petite région agricole occupant le sud du département de la Haute-Garonne, massif montagneux où s’étagent les vallées profondes, la forêt et les zones intermédiaires, les estives. En 2020, l'orientation technico-économique de l'agriculture  sur la commune est l'élevage bovin, orientation mixte lait et viande.
|               | 1988 | 2000 | 2010 | 2020 |
| ------------- | ---- | ---- | ---- | ---- |
| Exploitations | 56   | 46   | 26   | 14   |
| SAU (ha)      | 943  | 763  | 630  | 614  |

Le nombre d'exploitations agricoles en activité et ayant leur siège dans la commune est passé de 56 lors du recensement agricole de 1988  à 46 en 2000 puis à 26 en 2010 et enfin à 14 en 2020, soit une baisse de 75 % en 32 ans. Le même mouvement est observé à l'échelle du département qui a perdu pendant cette période 57 % de ses exploitations,. La surface agricole utilisée sur la commune a également diminué, passant de 943 ha en 1988 à 614 ha en 2020. Parallèlement la surface agricole utilisée moyenne par exploitation a augmenté, passant de 17 à 44 ha.

## Culture locale et patrimoine

### Lieux et monuments
La commune compte 5 églises.

#### Hameau de Bagen
- Château de la famille Sainte-Gême où est né le Baron Henri de Sainte-Gême.
- Chapelle du château construit en 1840.
- Statue de la Vierge à l'enfant de 1632.
- Encastré dans le mur d'une grange, un chrisme sculpté sur une boule de marbre. Sur le cube de marbre, il est inscrit en latin : IESV - SALVATOR. MVNDI. MISERERE. NOSTRI.

#### Hameau de Bruncan
- Mairie
- Agence postale communale
- Église
- Aire de camping car
- Marché le dimanche matin
- Maison à colombages
- Salle des fêtes
- École maternelle et élémentaire

#### Hameau de Garnère
- Monument aux morts

#### Hameau de Gege
- Chapelle Saint-Vincent

#### Hameau du Barry
- Église Saint-Barthélemy
- Chapelle Sainte-Marie-du-Château de Barry

#### Lieudit Boucou
- Église Saint-Pierre-Saint-Paul
- Monument sur la place centrale

#### Hameau de Lôo
- Église Sainte-Marie-Madeleine

#### Hameau du Barry
- Chapelle Sainte-Marie-du-Château

#### Hameau de Gesset
- Chapelle

## Galerie

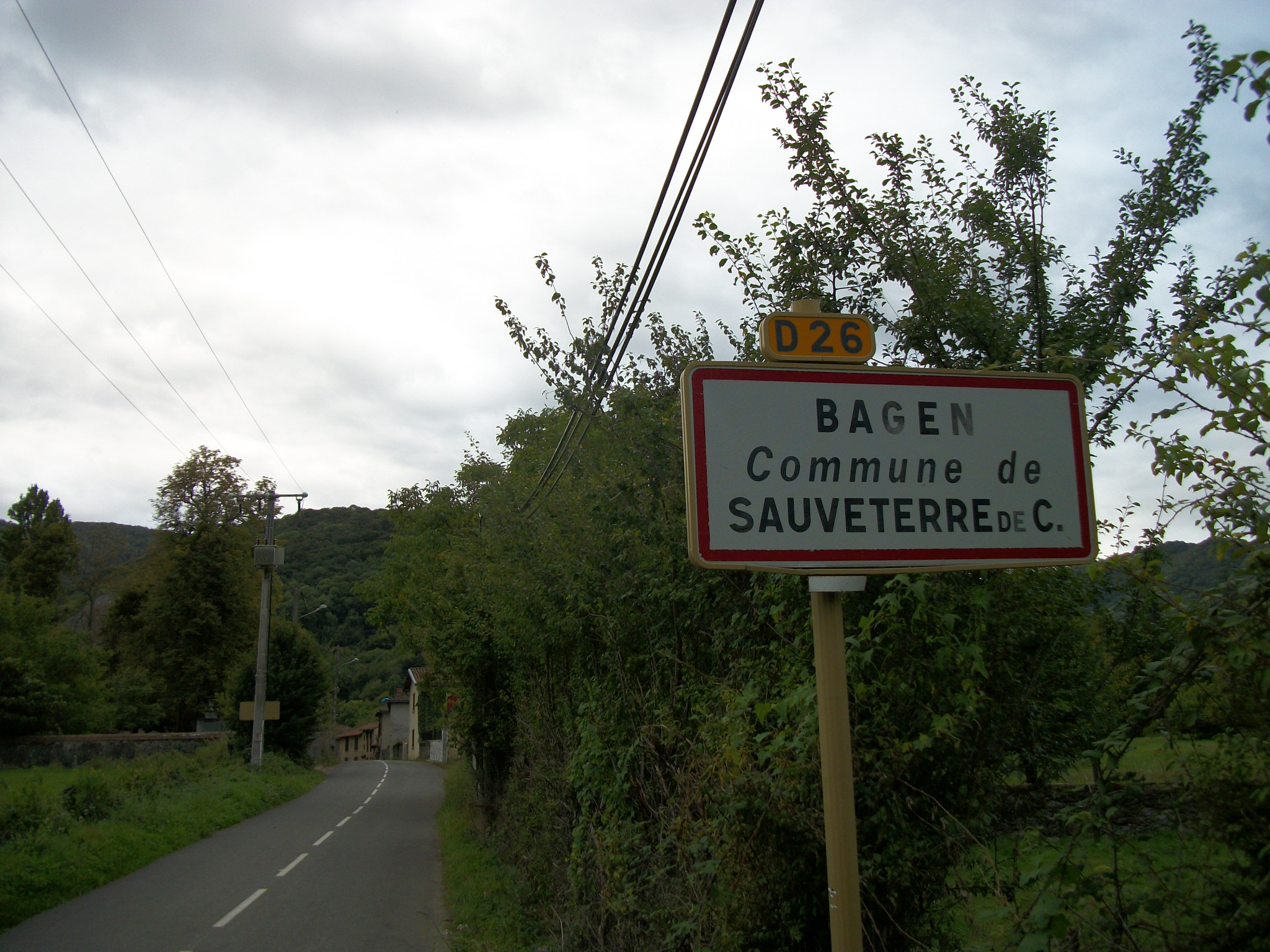
Entrée du hameau de Bagen.
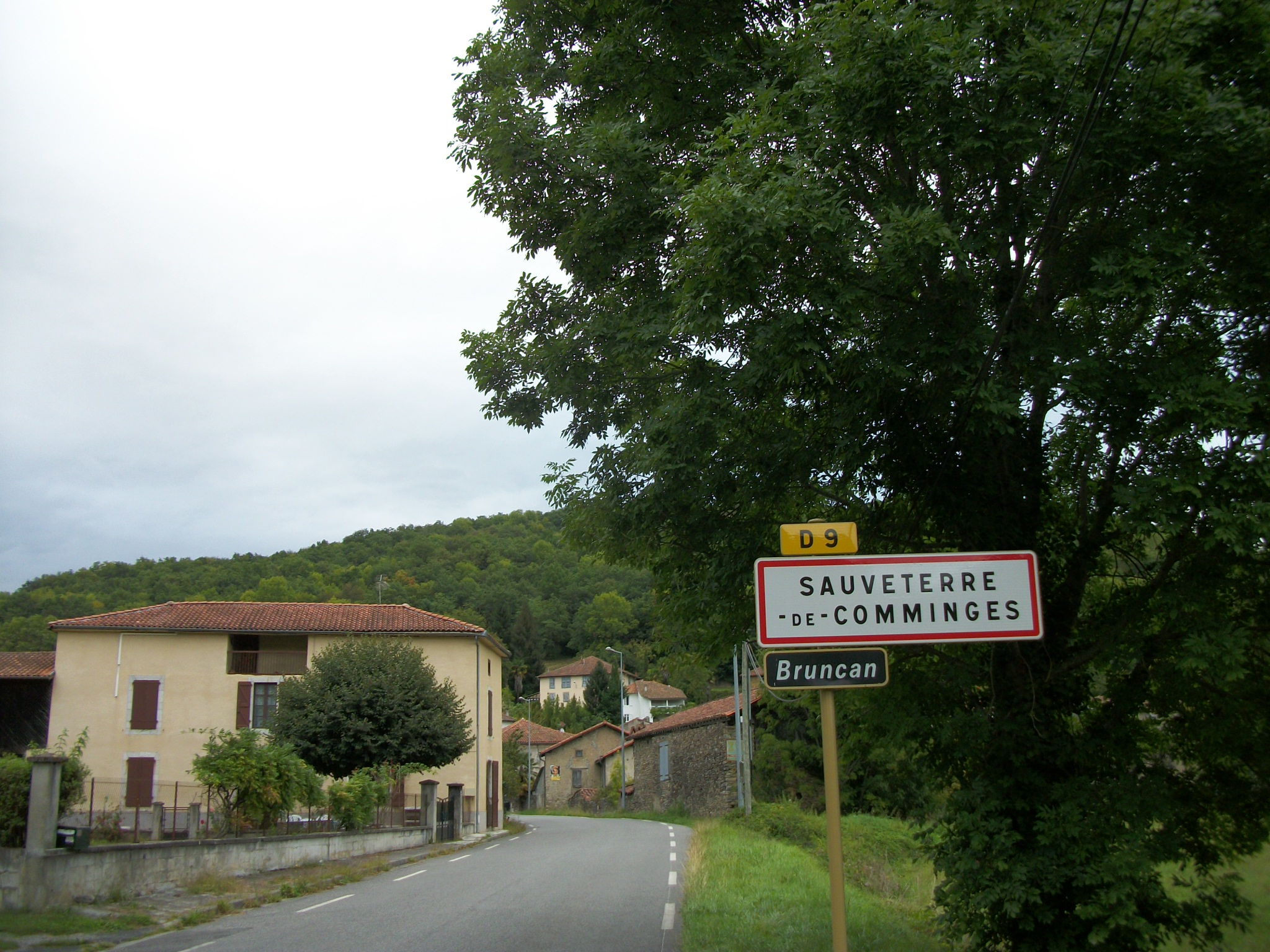
Entrée du hameau de Bruncan.
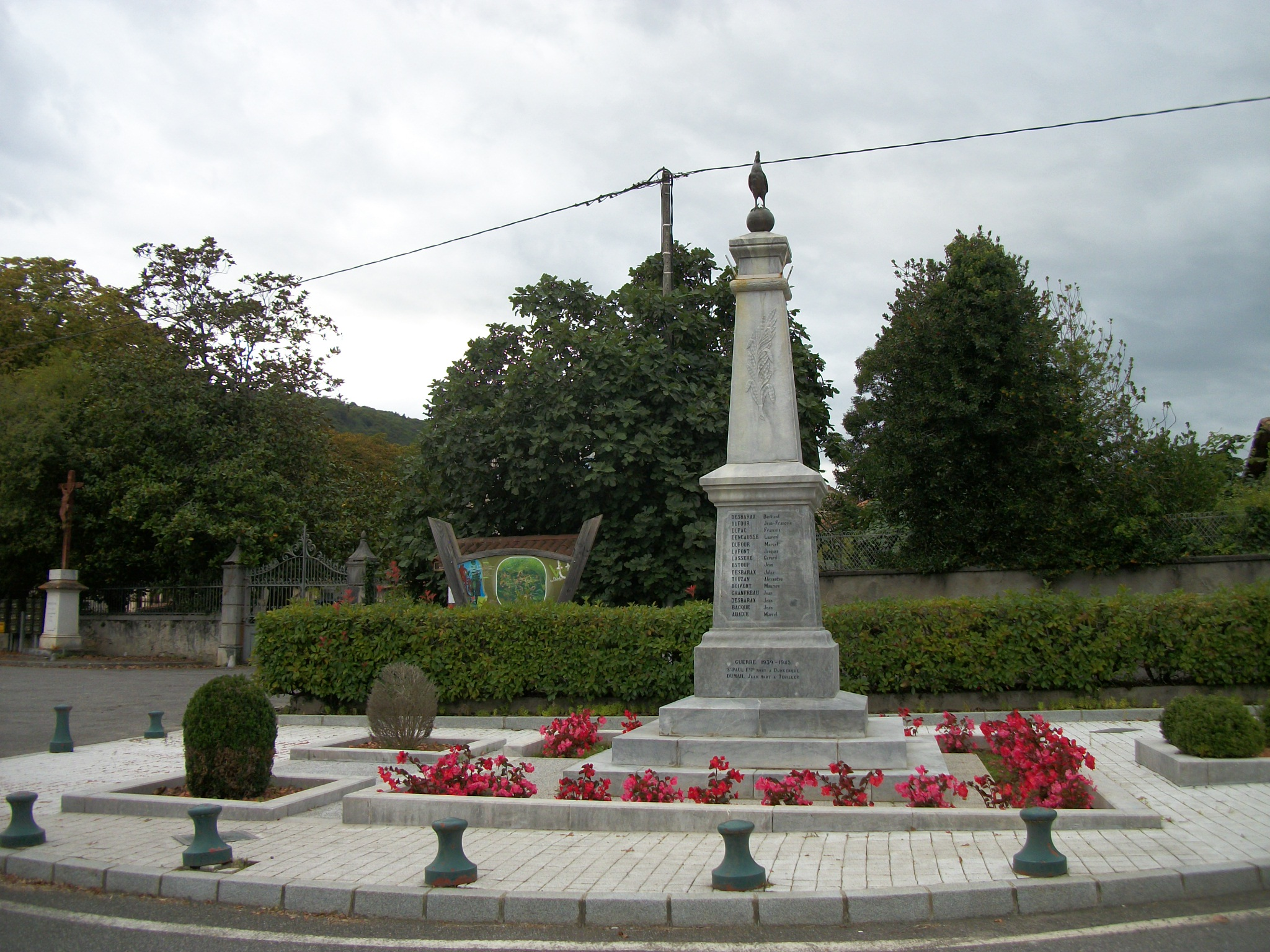
Monument aux morts, hameau de Garnère.
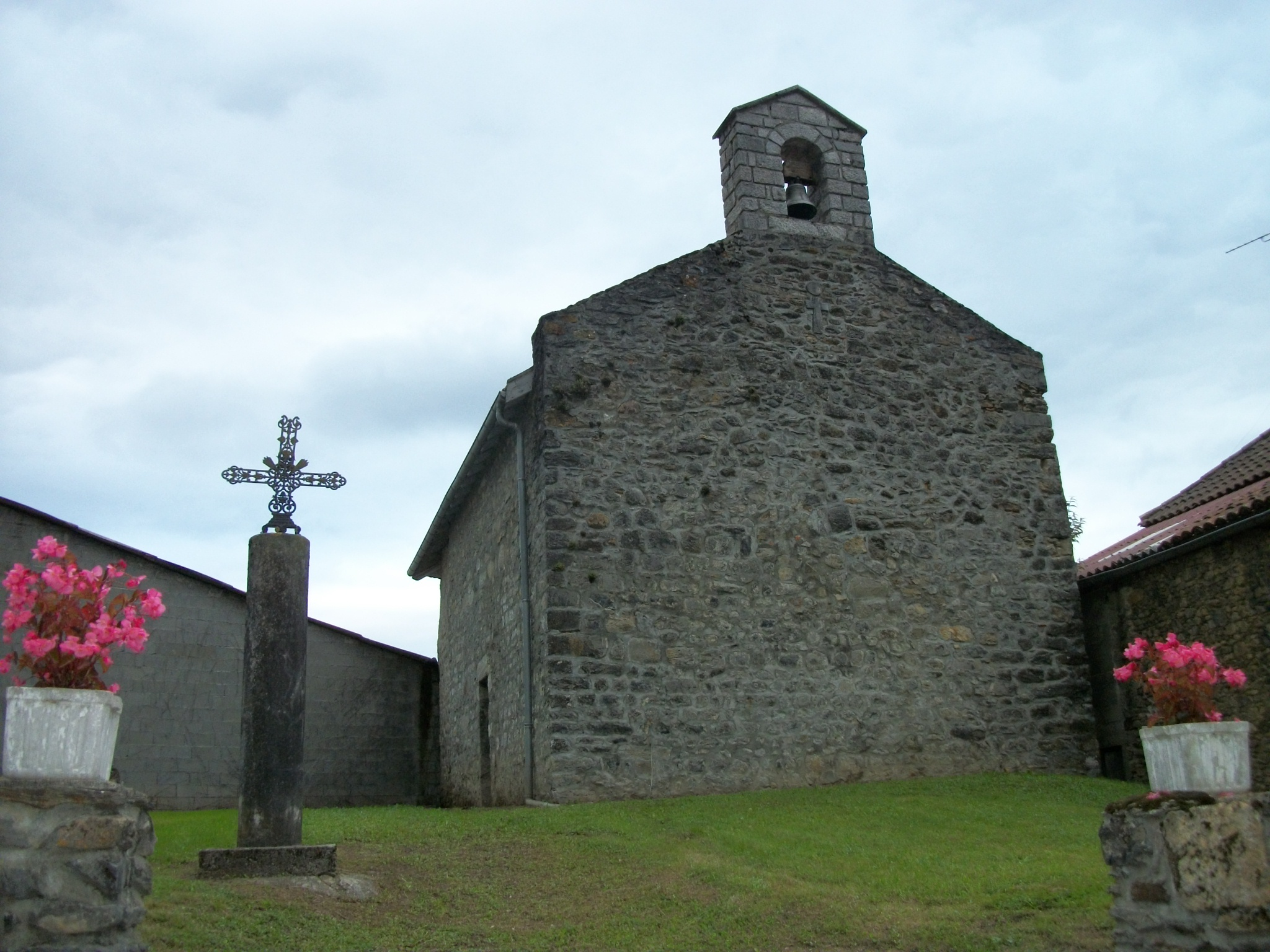
Chapelle Saint-Vincent.
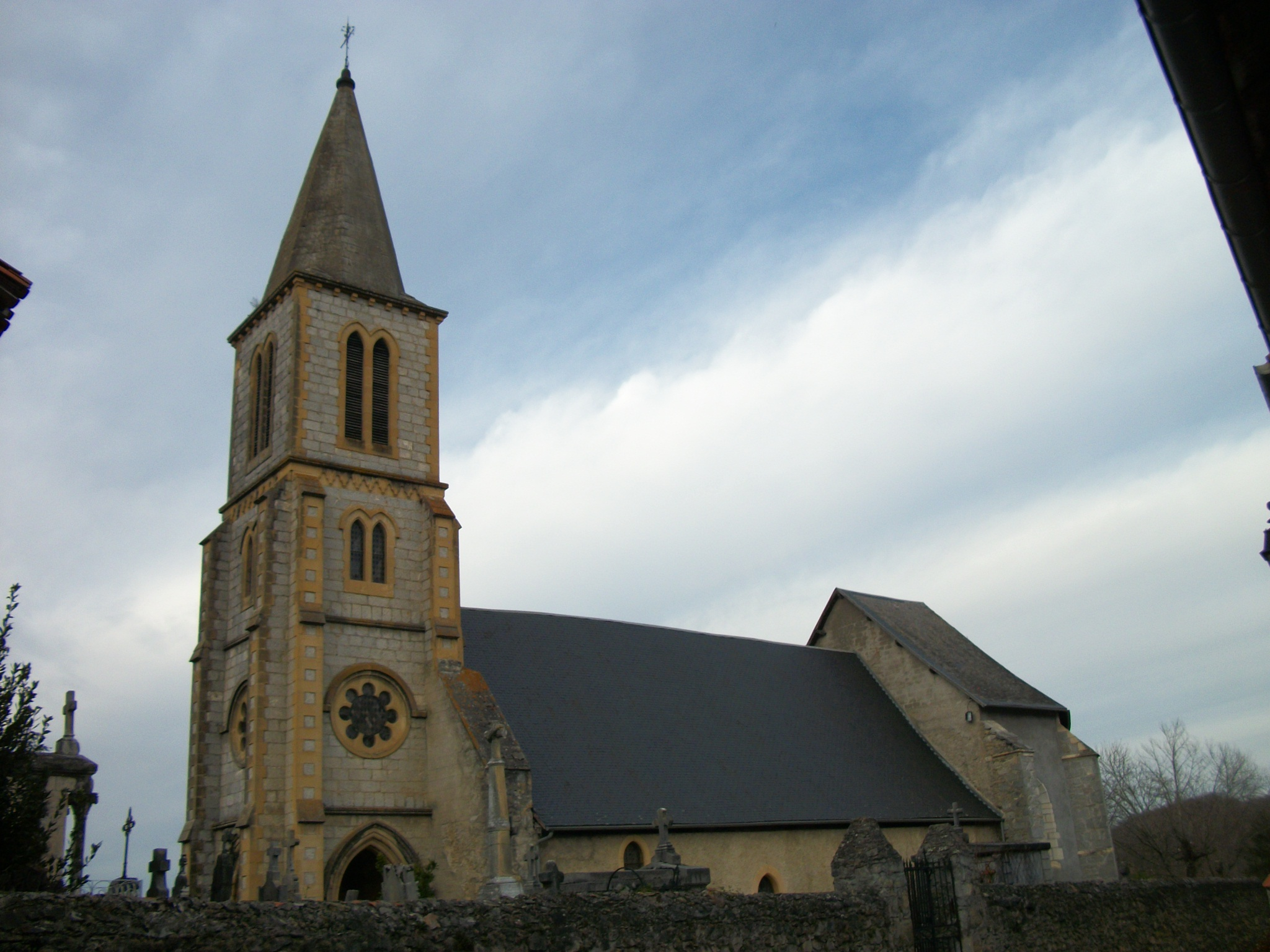
Église Saint-Barthélemy, hameau du Barry.
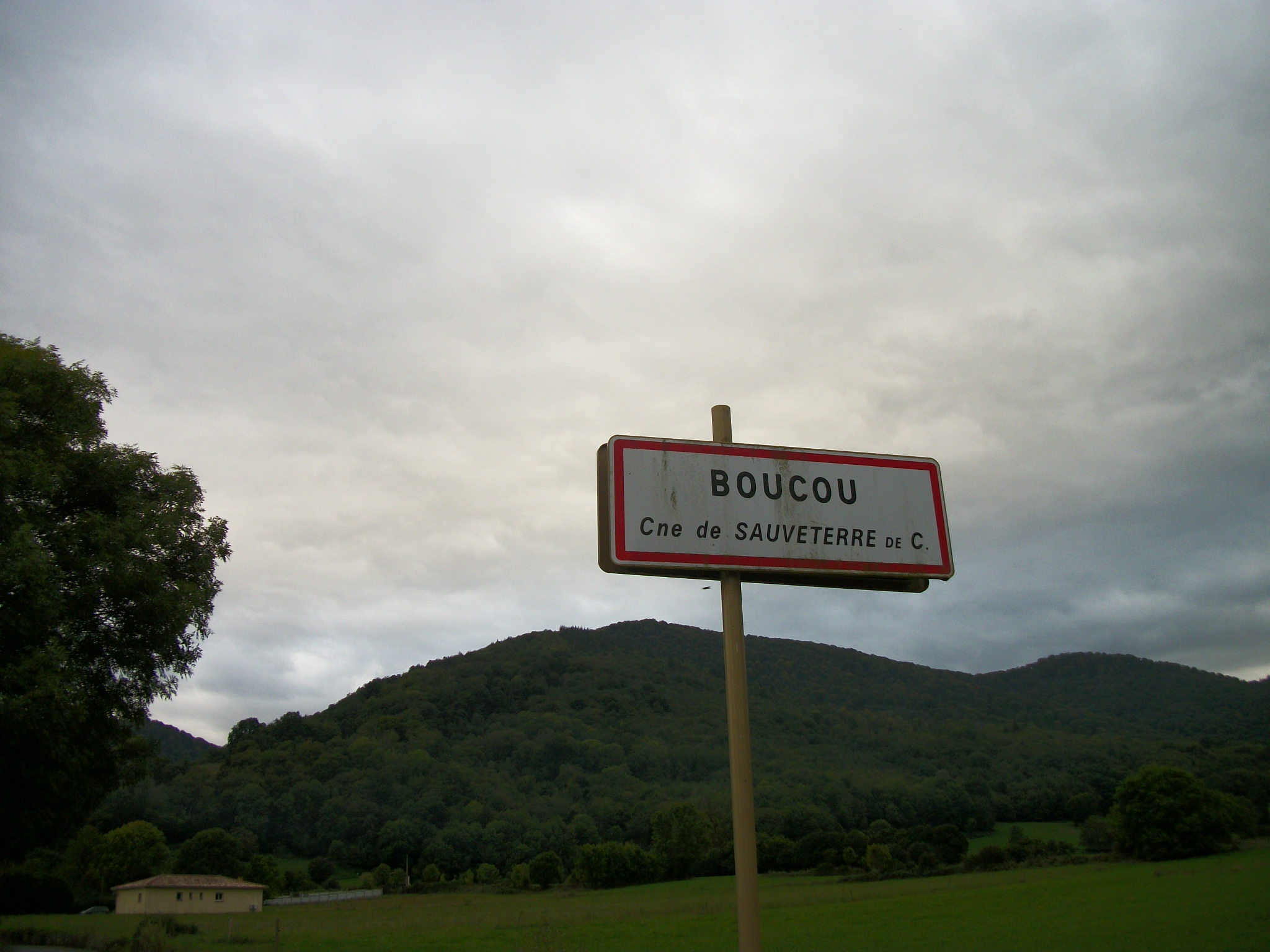
Entrée du hameau de Boucou.
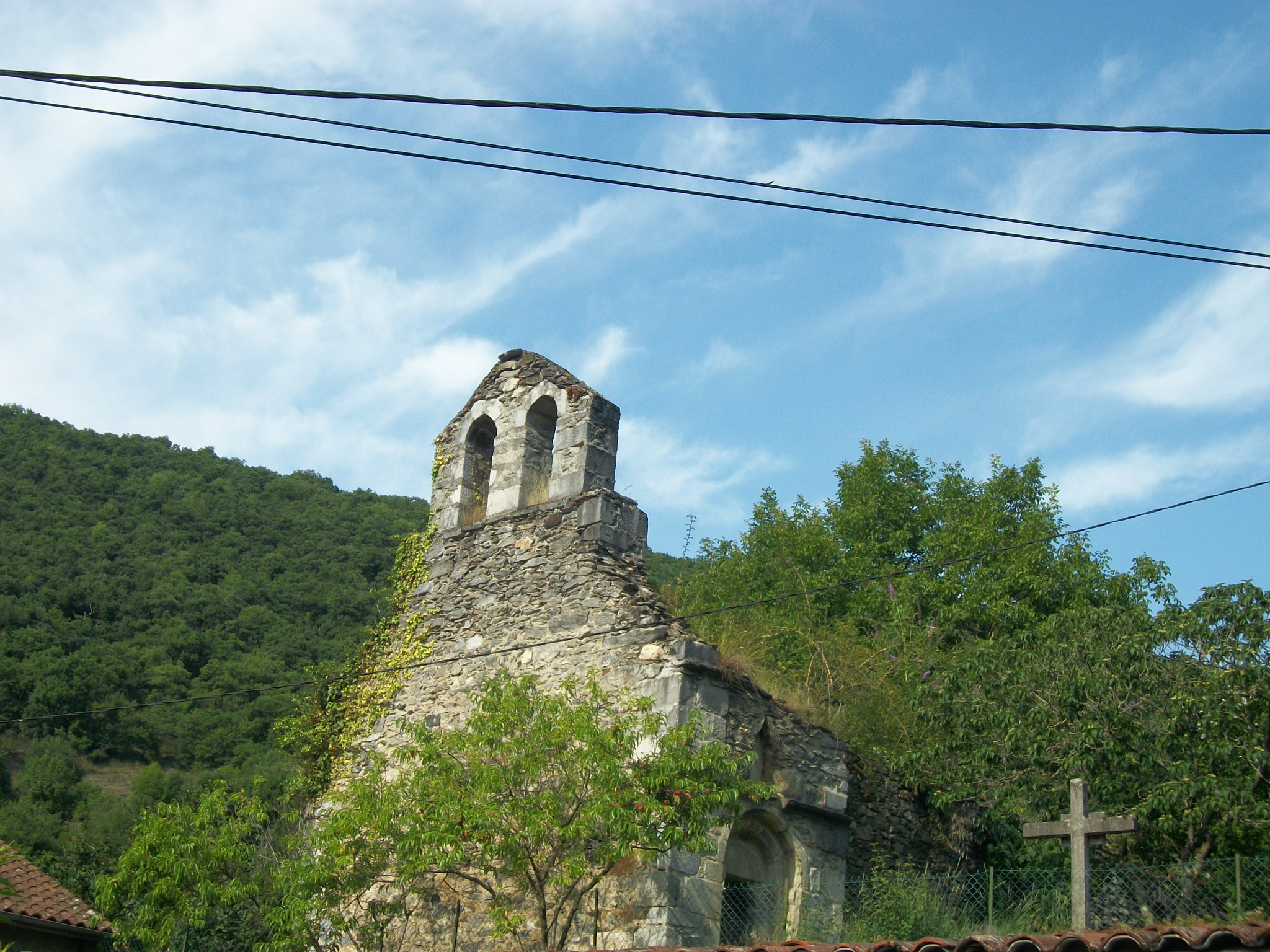
Ancienne chapelle, hameau de Gesset.

### Personnalités liées à la commune
- Jean Allemane (1843-1935), député sous la Troisième République, militant du Parti ouvrier socialiste révolutionnaire et de la Section française de l'Internationale ouvrière, né à Sauveterre-de-Comminges.
- Gaston Allemane (1903-1989), syndicaliste et homme politique.
- William Vincent Wallace, pianiste et compositeur irlandais mort dans la commune.
- Pierre Estoup, magistrat né dans la commune.

### Héraldique
| Sauveterre-de-Comminges | Son blasonnement est : D'argent au lion contourné de gueules. |